# Mike Pickel
Mike Pickel (født 8. april 1975) er en tysk fodbolddommer fra Rheinland, som dømmer i den tyske liga. Han blev aktiv som dommer i 1987, og dømmer som linjedommer. Han har dømt et VM i fodbold, i 2010 der han var linjedommer for Wolfgang Stark fra Tyskland.
| Biografi | Spire Denne biografi om en fodbolddommer er en spire som bør udbygges. Du er velkommen til at hjælpe Wikipedia ved at udvide den. |